# Surgutneftegas

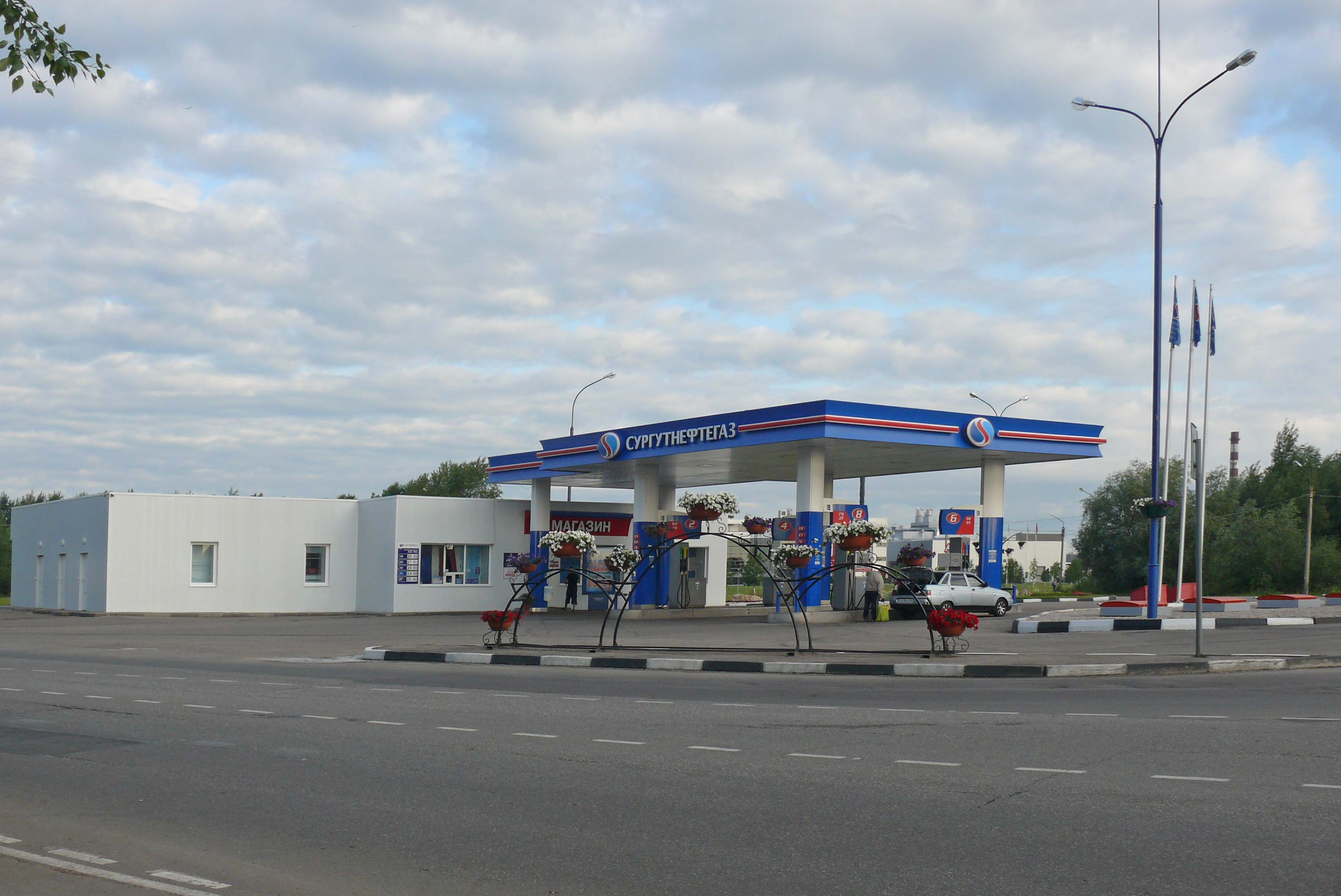

Surgutneftegas est une entreprise russe productrice de pétrole et de gaz.

## Historique
Surgutneftegas a été fondée en 1993, après le rachat par des entrepreneurs de plusieurs entreprises de gaz et de pétrole appartenant à l'État. Créée en 1993 après le rachat de plusieurs entreprises d’État chargées d’exploitation de matières premières en Sibérie occidentale, Surgutneftegaz a accumulé pendant plusieurs années des millions de roubles. En 2018, le chiffre d'affaires de la société s'élevait à près de 15 milliards d'euros. 
Le 30 mars 2009, elle a acheté 21,2 % des actions de la compagnie hongroise MOL pour un montant de 1,4 milliard d’euros. Jusqu’à présent Surgutneftegas était la seule compagnie énergétique russe de taille à ne pas avoir cherché à atteindre les marchés étrangers. 
Certains pensent que la prise de participation d'une nouvelle compagnie gazière russe pourrait renforcer la dépendance énergétique de l'Europe à l'égard de la Russie. le système de fonctionnement interne de MOL ne permet pas à ses actionnaires de peser dans les votes à plus de 10 %. Cela s’applique à tous les investisseurs, petits et grands. L’influence de Surgutneftegas dans le processus de décision est donc de facto limité. Cependant, nombre d’experts européens considèrent que les 10 % peuvent suffire à bloquer le projet de gazoduc Nabucco auquel participe la compagnie pétrolière hongroise MOL.

## Activités
Surgutneftegaz est un puissant groupe basé en Sibérie, actif dans l'exploitation pétrolière et gazière ayant une part de marché de 13% pour le pétrole et 25% pour le gaz parmi les sociétés russes. Le groupe dispose également de ses propres centres de recherche, R&D institute “SurgutNIPIneft” et Oil Refining and Petrochemical Enterprises Design Institute “Lengiproneftekhim”. Il a également élargi ses activités dans les services et dispose d'une banque ZAO "Surgutneftegazbank" ("SNGB") et d'une société d'assurance Insurance Company Surgutneftegas, LLC.

## Management
Son principal dirigeant depuis 31 décembre 2012 est Alexandre Nikolaïevich Boulanov, né en 1959 et diplômé de Gubkin Russian State University of Oil and Gas.  Il est également actionnaire minoritaire . 